# Décès en 1298
Décès
- 1294
- 1295
- 1296
- 1297
- 1298
- 1299
- 1300
- 1301
- 1302

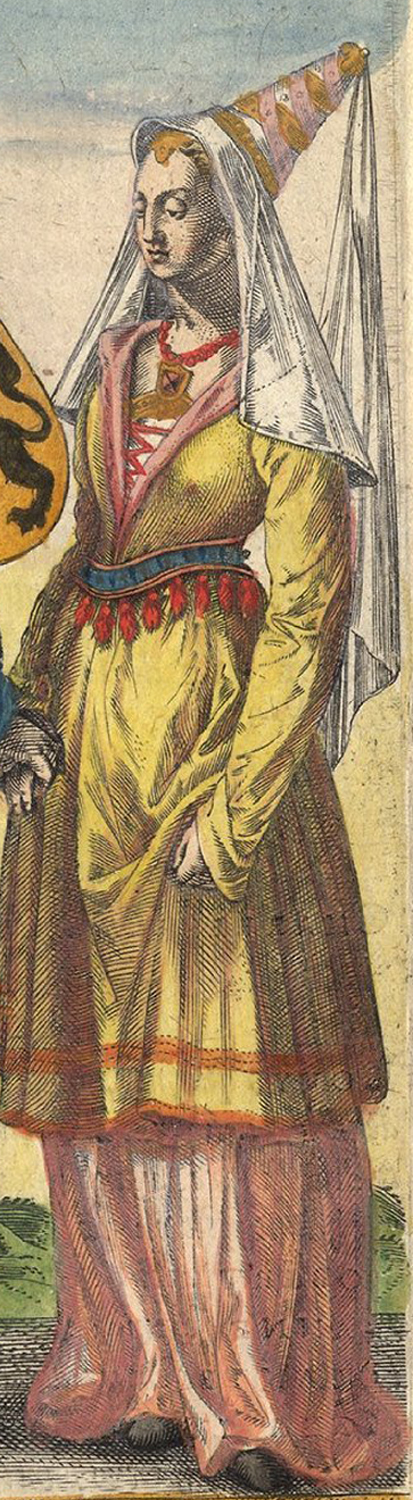
Isabelle de Luxembourg, morte en 1298.

Cette page dresse une liste de personnalités mortes au cours de l'année 1298
- 14 mars : Pierre de Jean Olivi, franciscain et théologien français.
- 16 mars : Elisabeth von Wetzikon, abbesse du Fraumünster.
- après le 25 mars : Siegfried Ier d'Anhalt-Zerbst, prince d'Anhalt-Zerbst.
- 5 ou 9 juin : Guillaume de Beauchamp, 9e comte de Warwick, important baron et officier anglais.
- 11 juin : Yolande de Pologne, princesse hongroise, notamment devenue duchesse de Grande-Pologne par son mariage avec Boleslas le Pieux. À la mort de son époux en 1279, elle entre au sein de l'Ordre des clarisses et fonde notamment un monastère à Gniezno.
- 2 juillet : Adolphe de Nassau, empereur du Saint-Empire,  comte de Nassau-Wiesbaden, comte de Nassau-Weilburg, comte de Nassau-Idstein.
- 14[1] ou 15 juillet[2] : Jacques de Voragine, archevêque de Gênes et auteur de la Légende dorée.
- 25 août : 
  - Albert II de Saxe, duc de Saxe et de Saxe-Wittemberg.
  - Guillaume d'Asnières, évêque de Lisieux.
- 29 août : Aliénor d'Angleterre, princesse anglaise.
- septembre : Isabelle de Luxembourg, marquise de Namur.
- 11 septembre : Philippe d'Artois, seigneur de Conches-en-Ouche.
- 29 septembre : 
  - Hugues d'Arcy, évêque d'Autun.
  - Guido da Montefeltro, condottiere, politicien et religieux italien, seigneur de Montefeltro, cité par Dante Alighieri parmi les personnages de l'Enfer de la Divine Comédie.
- 31 décembre : Humphrey de Bohun, baron anglais, comte de Hereford et d'Essex, gouverneur des Cinq-Ports sous Henri III et Lord Grand Connétable.

- Giovanni Balbi, ou Johannes Januensis de Balbis, dit aussi Jean de Gênes, dominicain génois fort renommé à son époque en tant qu'écrivain, grammairien et théologien.
- Théodoric Borgognoni, moine dominicain devenu évêque de Bitonto puis de Cervia, chirurgien réputé pour avoir introduit une pratique antiseptique de base et l'utilisation d'anesthésie.
- Pietro de L'Aquila, cardinal italien, membre de l'ordre des Bénédictins.
- Jean de Procida, ou Giovanni da Procida, diplomate et un scientifique italien.
- Jacques de Voragine, chroniqueur italien, archevêque de Gênes et auteur de la Légende dorée.
- Frédéric VI de Zollern, comte de Zollern.
- Jamaleddin Ibn Wassel, diplomate et homme de loi égyptien, auteur d’une chronique sur la période ayyoubide et le début de l’ère mamelouk[3].
- Yang Hui, mathématicien chinois qui a travaillé sur les carrés magiques d'ordre allant jusqu'à 10.
- Yaqut al-Musta'simi, célèbre calligraphe et secrétaire du dernier calife abbasside Al-Musta'sim à Bagdad.
- Smilets, tsar de Bulgarie.
- Thoros III d'Arménie, roi d'Arménie.

## Crédit d'auteurs
- Cet article est partiellement ou en totalité issu de l'article intitulé « 1298 » (voir la liste des auteurs).